# Tin Srbić
Tin Srbić (Zagabria, 11 settembre 1996) è un ginnasta croato.

## Biografia
È specializzato nella sbarra, disciplina della quale è divenuto campione del mondo nel 2017. Ai campionati europei di Stettino 2019 ha vinto la medaglia d'argento nella sbarra, risultato bissato alle Olimpiadi estive di Tokyo 2020.

## Palmarès
- Giochi olimpici estivi

Tokyo 2020: argento nella sbarra.
- Mondiali

Montréal 2017: oro nella sbarra.
Stoccarda 2019: argento nella sbarra.
- Europei

Stettino 2019: argento nella sbarra.
Mersin 2020: argento nella sbarra.
Adalia 2023: oro nella sbarra.
- EYOF

Utrecht 2013: bronzo nella sbarra.